# Pierre Grimbert

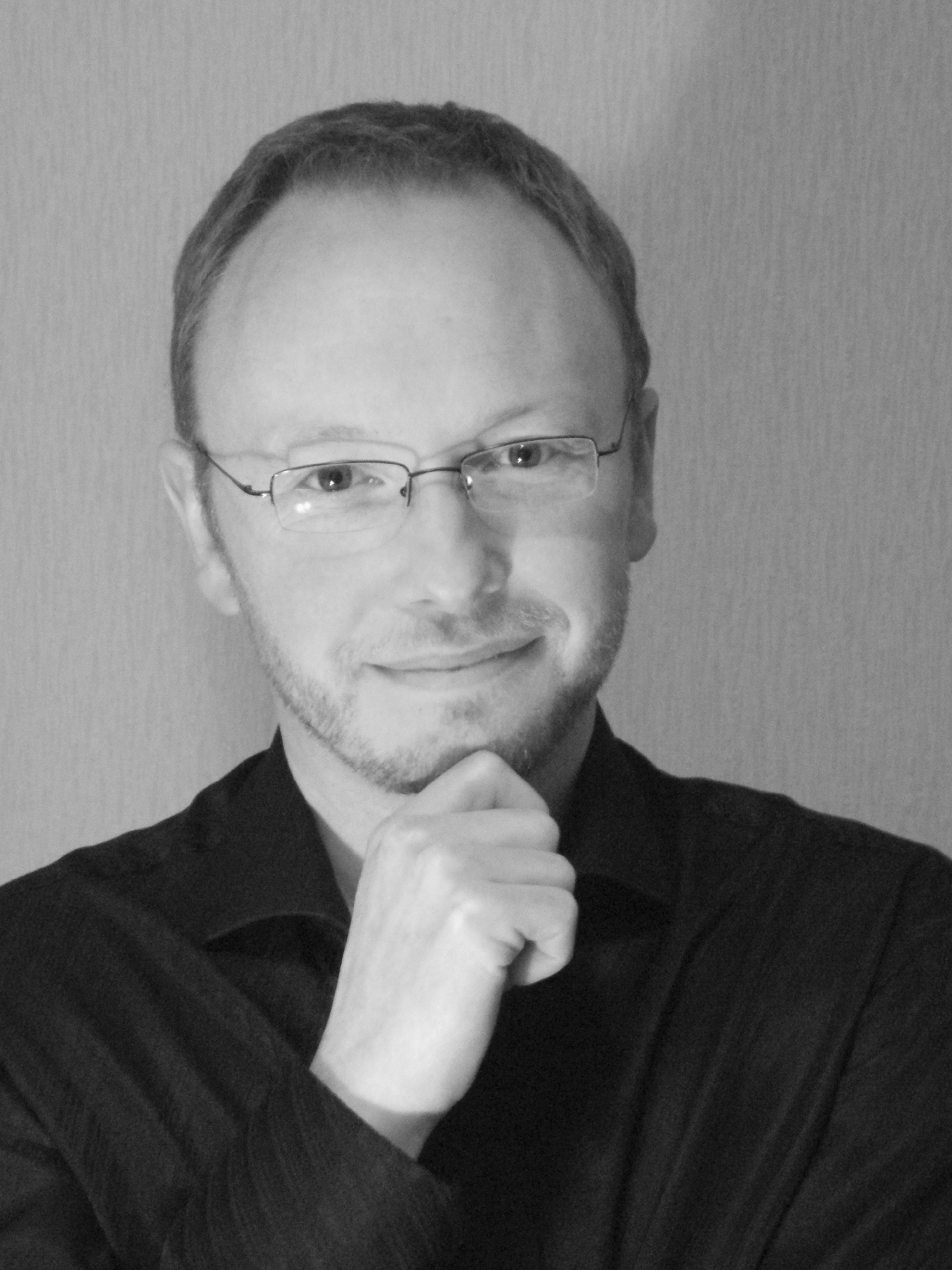
Pierre Grimbert (2013)

Pierre Grimbert (* 23. September 1970 in Lille, Département Nord) ist ein französischer Fantasy-Autor.

## Leben
Grimbert arbeitete zunächst als Bibliothekar, bevor er in Bordeaux Buchwissenschaften und Publizistik studierte. Der Autor lebt im Norden Frankreichs und schreibt mittlerweile neben Fantasy-Romanen auch Kinderbücher. In Deutschland wurde Pierre Grimbert durch seine „Magier“- und „Krieger“-Saga bekannt. Im Jahr 2004 gründete er zusammen mit Audrey Françaix seinen eigenen Verlag Éditions Octobre.

## Ehrungen
- 1997: Prix Julia-Verlanger[2] für Six héritiers
- 1997: Prix Ozone (bester französischer Fantasy-Roman) für Six héritiers
- 2007: Prix Imaginales – Leserpreis (Schüler der Oberstufe) für Les Armes de Garamont (La Malerune, Bd. 1)

## Werke (Auswahl)
- Reihe Die Magier (Le Secret de Ji). Heyne, München 2008f.[3]

1. Gefährten des Lichts (Six héritiers, 1996). 2008 ISBN 978-3-453-52419-4
2. Krieger der Dämmerung (Le Serment orphelin, 1996) 2008, ISBN 978-3-453-52420-0
3. Götter der Nacht (L’Ombre des anciens, 1997). 2008 ISBN 978-3-453-52418-7
4. Kinder der Ewigkeit (Le Doyen éternel, 1997). 2009 ISBN 978-3-453-52464-4

Der Sammelband Die Magier (2016, ISBN 978-3-453-53428-5) enthält alle vier Romane.
- Reihe Die Krieger. (Les Enfants de Ji) Heyne, München 2009f.[3]

1. Das Erbe der Magier. (Le Testament oublié, 2004) 2009 ISBN 978-3-453-52545-0
2. Der Verrat der Königin. (La Veuve barbare, 2004) 2009 ISBN 978-3-453-52546-7
3. Die Stimme der Ahnen. (La Voix des Aînés, 2005) 2009 ISBN 978-3-453-52547-4
4. Das Geheimnis der Pforte. (Le Patriarche, 2005) 2009 ISBN 978-3-453-52586-3
5. Das Labyrinth der Götter. (Le Sang du Jal, 2006) 2010 ISBN 978-3-453-52587-0

- Reihe: Die Götter. (Les Gardiens de Ji) Heyne, München 2011ff.

1. Ruf der Krieger. (La Volonté du démon, 2008) 2011 ISBN 978-3-453-52768-3[3]
2. Das magische Zeichen. (Le Deuil écarlate, 2009) 2011 ISBN 978-3-453-52769-0 Übers. Sonja Finck, Andreas Jandl
3. Die Macht der Dunkelheit. (Le Souffle des Aïeux, 2010) 2011 ISBN 978-3-453-52809-3 Übers. Sonja Finck, Bettina Arlt
4. Das Schicksal von Ji. (Les Vénérables, 2012) 2012 ISBN 978-3-453-52810-9 Übers. Sonja Finck, Bettina Arlt

- Reihe Les Aventuriers de l’Irréel. Edition Degliame, Maisons-Alfort 2001ff.

1. Prisonniers d’harmonia. (Le Cadran bleu, 4) 2001 ISBN 2-914088-03-5
2. La Formule Rouge. (Le Cadran bleu, 7) 2001
3. La Voie du voleur. (Le cadran bleu, 24) 2002
4. La Guerrier de la tour. (Le Cadran bleu, 43) 2004 ISBN 2-914088-50-7

- Reihe Die Saga von Licht und Schatten. (Gonelore) Heyne, München 2014f.

1. Die Hüter von Gonelore. (Les Arpenteurs, 2013) ISBN 978-3-453-31562-4
2. Der Ruf des Drachen. (Le Maguistre, 2013) ISBN 978-3-453-31563-1
3. Die Tore zur Dämmerung. (Les Chiffoniers, 2014) ISBN 978-3-453-31564-8[3]

## Rezeption

### Gefährten des Lichts
Einst reisten Vertreter der einzelnen Nationen auf die geheimnisvolle Insel Ji, als Delegation der weisesten Männer und Frauen. In den Tiefen der Insel, so erzählt man sich, gerieten sie in ein Felslabyrinth – und verschwanden spurlos. Jahr für Jahr treffen sich nun ihre Nachkommen am Eingang des Labyrinths, bis sie eines Tages ein mysteriöses Portal entdecken, durch das man eine zauberhafte Landschaft erblicken kann. Kinder erscheinen dort und winken ihnen zu. Ist es eine andere Welt? Ist es das legendäre Reich der Magier? Als schließlich ein Nachkomme nach dem anderen grausamen Mördern zum Opfer fällt, machen sich die letzten sechs unter ihnen auf, um das magische Geheimnis von Ji zu lüften …

### Krieger der Dämmerung
Die Insel Ji verbirgt in den Tiefen eines Felslabyrinths ein Portal. Nur sechs Nachkommen der Gesandten, die vor Jahrhunderten schon einmal hier standen, haben überlebt und konnten einen Blick in eine scheinbar paradiesische Welt werfen. Doch nun ist das Leben der Sechs in Gefahr – sie müssen fliehen. Angeführt von einer Magierin, begeben sie sich auf eine Reise, um Antworten zu erhalten. Unterwegs offenbart sich einer der Gefährten als erstaunlich begabter Magier-Novize, und ein junges Mädchen wird zur Kriegerin. Werden sie dem Geheimnis von Ji auf die Spur kommen und den mysteriösen Auftraggeber ihrer Verfolger entlarven?